# Калабрито (Казерта)
Калабрито је насеље у Италији у округу Казерта, региону Кампанија.
Према процени из 2011. у насељу је живело 82 становника. Насеље се налази на надморској висини од 276 м.